# 無邊環蛺蝶
無邊環蛺蝶（学名：Neptis reducta），又名回環蛺蝶
、寬紋三線蝶、清義三線蝶、闊三線蝶、寬環蛺蝶、寬紋環蛺蝶，为蛺蝶科環蛺蝶屬下的一个种。

## 描述
本種為中型蛺蝶，略具雌雄二型性。體背黑褐色，有金屬光澤，腹側白色。
雄蝶頭黑褐，觸角末端膨大具溝槽，口器褐色，下唇鬚白色、背面黑褐。胸背褐色帶光澤，腹面白、有褐色斜帶。足白色，末端泛褐；前足跗節癒合呈針狀並披毛。腹背褐色，腹面白色。
前翅長27-31 mm，寬大近三角形，後翅橢圓至扇形，外緣略鋸齒狀。翅背面底色黑褐，具明顯白紋：
前翅中室有截斷狀白條，外側具白色眉形紋；中央白斑彎曲排列，M3室白斑特小；亞外緣有一列白點。
後翅有兩條白帶，內側較粗且直，外側為白色斑列，兩者間及亞外緣另有模糊白線紋，外側常中斷；翅脈處呈切割感。
翅腹面為暗褐色，白紋位置與背面相似但更明顯，亞外緣有兩條細白帶，一為連續線、一為虛線。後翅基部具兩條白色細紋，後者較淡。
雄蝶後翅背面前緣具銀灰色性標，白斑通常較細小；雌蝶無性標，白紋則較明顯，前足跗節分節、有爪無毛。緣毛黑白相間。

## 分佈
原被視為臺灣特有種，但2016年Kimura等人於泰國也發現其分布。臺灣則見於本島低至中海拔地區。

## 棲地
棲息於常綠闊葉林，一年繁殖多代，成蝶會吸食腐敗物與水分。幼蟲以大麻科之糙葉樹為食，以幼蟲態越冬。

## 扩展阅读
- 維基物種上的相關：無邊環蛺蝶